# Mirosław Szłapka
Mirosław Jacek Szłapka (Buk, 19 de septiembre de 1956) es un jinete polaco que compitió en la modalidad de concurso completo.
Ganó una medalla de bronce en el Campeonato Europeo de Concurso Completo de 1981, en la prueba por equipos. Participó en los Juegos Olímpicos de Moscú 1980, ocupando el sexto lugar en la prueba individual.

## Palmarés internacional
| Campeonato Europeo | Campeonato Europeo  | Campeonato Europeo | Campeonato Europeo |
| Año                | Lugar               | Medalla            | Categoría          |
| ------------------ | ------------------- | ------------------ | ------------------ |
| 1981               | Horsens (Dinamarca) | Medalla de bronce  | Por equipos        |